# Stazione di Haldenstein
La stazione di Haldenstein, che serve Haldenstein in Svizzera, è una stazione ferroviaria posta sulla linea Landquart-Thusis gestita dalla Ferrovia Retica.

## Storia

Nel 1958

La stazione entrò in funzione nel 1896 al completamento della linea Landquart-Thusis.